# Héctor García Godoy

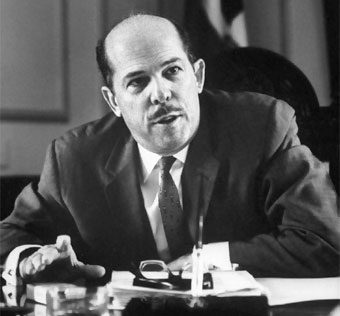
Héctor García Godoy, 1965

Héctor Rafael García Godoy Cáceres (* 11. Januar 1921 in Moca, Region Cibao Norte, Dominikanische Republik; † 20. April 1970 in Santo Domingo) war ein dominikanischer Politiker und Präsident der Dominikanischen Republik.

## Leben
Nach dem Schulbesuch an Schulen in seiner Heimatstadt sowie an der Academia Santa Ana in Santiago de los Caballeros, an der Central High School von Washington, D.C., sowie dem Colegio Ponceño de Varones in Ponce (Puerto Rico) absolvierte García Godoy, dessen Mutter Ana Antonia Cáceres Ureña Tochter des früheren Präsidenten Ramón Cáceres war, ein Studium der Rechtswissenschaften an der Universidad Autónoma de Santo Domingo, das er 1944 mit der Zulassung zum Rechtsanwalt abschloss. Danach trat er in den diplomatischen Dienst und war zunächst Zweiter Sekretär an der Botschaft in San José (Costa Rica). Ein Jahr darauf wurde er 1945 Erster Sekretär und Geschäftsträger an der Botschaft in Managua (Nicaragua) sowie 1947 Direktor der Konsularabteilung im Außenministerium. 1948 erfolgte seine Ernennung zum Sekretär des Direktoriums der Reservebank, ehe er 1954 Generalsuperintendent für das Bankwesen wurde. Bereits ein Jahr darauf erfolgte 1955 seine Berufung zum Vizegouverneur der Zentralbank (Banco Central de la República Dominicana). Zwischen 1956 und 1963 war er jedoch erneut als Diplomat tätig.
Während der Präsidentschaft von Juan Bosch war er vom 27. Februar bis zum 25. September 1963 Außenminister.
Nach der Revolution vom April 1965 wurde er am 3. September 1965 unter der Aufsicht der Organisation Amerikanischer Staaten (OAS) als Nachfolger von Francisco Alberto Caamaño Präsident der Dominikanischen Republik. Von Juan Bosch als „eher ein Vermittler als ein Regierender“ verspottet, führte er jedoch umfangreiche Umbesetzungen im Staatsapparat durch, die auch Vorgänger Caamaño betrafen, der als Militärattaché nach London gesandt wurde, nachdem Gerüchte um einen Putsch aufgekommen waren. Als Präsident war er insbesondere Organisator der allgemeinen Wahlen zur Wiederherstellung des Friedens und der verfassungsmäßigen Ordnung, die am 1. Juni 1966 stattfanden. Am 1. Juli 1966 übergab er die Präsidentschaft dem aus dem Exil in den USA zurückgekehrten Joaquín Balaguer, der mit Hilfe einer massiven Unterdrückungskampagne seitens des Militärs, der Polizei und mit Unterstützung der USA in manipulierten Wahlen die Präsidentschaft gewonnen hatte.
Unter Balaguer war García Godoy Botschafter in Washington, D.C., bis 1969.
1970 war er als Führer der Bewegung zur Nationalen Versöhnung (Movimiento de Conciliación Nacional (MCN)) Gegenkandidat von Balaguer bei den Präsidentschaftswahlen. Er starb jedoch völlig unerwartet während des Wahlkampfes an einem Herzinfarkt.
Seine Witwe María Matilde Pastoriza Espaillat (1923–2007) war die Urenkelin des früheren Präsidenten Ulises Francisco Espaillat.